# Bronnentaal
Een bronnentaal is een taal die iemand eerder leert om bepaalde teksten te kunnen raadplegen, dan om ze te kunnen spreken. Het gaat dan vooral om historische bronnen of rechtsbronnen.
De benaming ‘bronnentaal’ wordt vaak gebruikt om de status van het Nederlands in Indonesië aan te duiden. Omwille van de Nederlandse koloniale geschiedenis in het land zijn veel juridische en historische teksten in het Nederlands opgesteld. Om die reden wordt die taal er ter ondersteuning van andere vakken aangeboden aan de universiteiten, voornamelijk in de rechtenstudie. Ook op het gebied van geschiedenis, antropologie, islamologie, archeologie of Indonesische taal- en letterkunde heeft het Nederlands een status als bronnentaal om archieven en artikelen te lezen en te begrijpen. Ook in Zuid-Afrika wordt het Nederlands als bronnentaal bestudeerd.